# Pacsa
Pacsa ist eine ungarische Stadt im Kreis Zalaegerszeg im Komitat Zala. Zur Stadt gehört der Ortsteil Pacsatüttös. Pacsa wurde 2009 in den Rang einer Stadt erhoben und wurde somit die zehnte Stadt im Komitat Zala.

## Geografische Lage
Pacsa liegt ungefähr 20 Kilometer südöstlich der Stadt Zalaegerszeg und 20 Kilometer westlich des Balaton. Nachbargemeinden sind Zalaigrice, Felsőrajk, Zalaszentmihály und Zalaszentmárton.

## Städtepartnerschaft
- Malé Dvorníky, Slowakei

## Söhne und Töchter der Stadt
- Dénes Kiss (1936–2013), Schriftsteller, Dichter und Übersetzer

## Sehenswürdigkeiten
- Büste von Sándor Petőfi, erschaffen 1988 von Péter Szabolcs
- Dénes-Kiss-Gedenktafel an der Bücherei, die nach ihm benannt wurde
- Römisch-katholische Kirche Keresztelő Szent János
- Römisch-Katholische Kapelle Szőlőhegyi Szent Márk, erbaut 1763
- Szent-István-Statue, erschaffen von Endre Boa
- Wasserspeicher Kaloncai víztározó (15,2 ha)
- Weltkriegsdenkmal (I. világháborús emlékmű), erschaffen von Andor Pataky

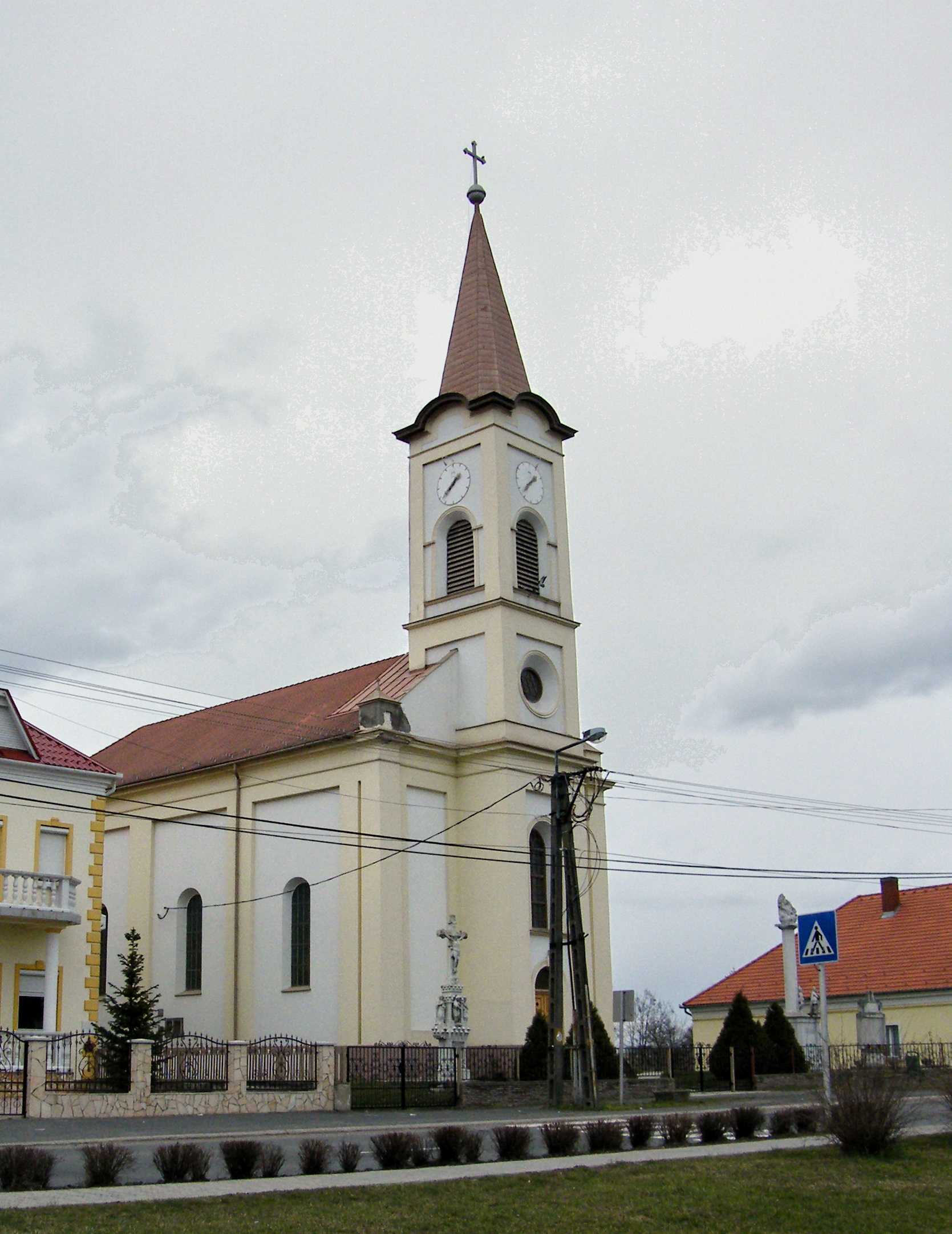
Römisch-katholische Kirche Keresztelő Szent János in Pacsa

## Verkehr
Durch den Ort führt die Hauptstraße Nr. 75, von der in der Ortsmitte die Landstraße Nr. 7527 nach Süden in Richtung Felsőrajk abzweigt. Der nächstgelegene Bahnhof Zalaszentmihály-Pacsa befindet sich vier Kilometer westlich.